# Abakan (rivière)
Pour les articles homonymes, voir Abakan (homonymie).
L'Abakan (en russe : Абакан, genre masculin), dont le nom signifie en langue khakasse « sang d'ours », est une rivière de Russie et un affluent gauche de l'Ienisseï. La rivière traverse les territoires de la république de Khakassie et du kraï de Krasnoïarsk, dans le sud de la Sibérie.

## Géographie
La rivière est créée par la confluence du « Petit Abakan » et du « Grand Abakan » dans les monts Saïan de l'Ouest. L'Abakan est long de 514 km, y compris la longueur du Grand Abakan, considéré comme cours supérieur de la rivière. Elle draine un bassin d'une superficie de 32 000 km2.
L'Abakan coule globalement du sud-ouest vers le nord-est, et atteint ainsi la ville d'Abakan, où il se jette dans le réservoir de Krasnoïarsk, également alimenté par l'Ienisseï.
Près de Raïkov, son débit inter annuel moyen est de 381 m3/s. En février, étiage hivernal, il est de 49,3 m3/s, et en juin, à la fonte des neiges, de 1 088 m3/s. Peu avant sa confluence avec l'Abakan, près de Podsinïe, l'Ienisseï a quant à lui un module moyen annuel de 1 514 m3/s, allant de 293 m3/s en février à 4 501 m3/s en juin.
L'Abakan est utilisé pour le transport du bois et l'irrigation.
En général, la rivière est prise dans les glaces à partir de la seconde quinzaine de novembre. Le dégel a lieu à la fin du mois d'avril.

## Affluents et sous-affluents
- l'Ona (rive droite)
  - le Bolchoï On (rive droite)
- le Djebach (rive droite)
- le Tachtyp (rive gauche)

## Villes traversées
- Abaza est située sur le cours supérieur de la grande rivière, à plus ou moins 20 kilomètres en aval du confluent de l'Ona. Le débit de l'Abakan y est déjà de 306 m3/s pour un bassin versant de 14 400 km2[2]. La ville qui comptait un peu plus de 17 000 habitants en 2008, est le point de départ d'excursions et de randonnées nautiques sur les pittoresques et sauvages cours d'eau environnants.
- Abakan, capitale de la république de Khakassie, est située au centre de la dépression de Minoussinsk, à la confluence de l'Ienisseï et de la rivière Abakan. Son économie repose entre autres sur l'extraction du minerai de fer. La ville avait une population de 163 000 habitants en 2008.

## Hydrométrie - Les débits à Raïkov
Le débit de l'Abakan a été observé pendant quarante-quatre ans (sur la période 1953 à 1999) à Raïkov, ville située à 38 kilomètres de son confluent avec l'Ienisseï.
À Raïkov, le débit inter annuel moyen ou module observé sur cette période était de 381 m3/s pour une surface de drainage prise en compte de 31 300 km2, soit près de 98 % de la totalité du bassin versant de la rivière.
La lame d'eau écoulée dans cette partie du bassin atteint ainsi le chiffre de 384 millimètres par an, ce qui doit être considéré comme assez élevé.
Les hautes eaux se déroulent au printemps, en mai et en juin, ce qui correspond au dégel et à la fonte des neiges du bassin. Au mois de juillet, le débit baisse fortement, puis décroît lentement tout au long du reste de l'été et de l'automne.
Au mois de novembre, le débit de la rivière chute à nouveau, ce qui mène à la période des basses eaux. Celle-ci a lieu de novembre à mars inclus.
Le débit moyen mensuel observé en février (minimum d'étiage) est de 49,3 m3/s, soit un peu moins de 5 % du débit moyen du mois de mai (1 095 m3/s, ce qui souligne l'amplitude élevée des variations saisonnières, même dans le cadre sibérien où les écarts sont souvent très importants. Ces écarts de débit mensuel peuvent être encore plus marqués d'après les années : sur la durée d'observation de quarante-quatre ans, le débit mensuel minimal a été de 29,9 m3/s en février 1964, tandis que le débit mensuel maximal s'élevait à 2 450 m3/s en juin 1966.
En ce qui concerne la période libre de glaces (de mai à octobre inclus), le débit minimal observé a été de 126 m3/s en août 1974.